# 大魏薩赫河
47°36′39″N 11°38′51″E / 47.61089°N 11.6475°E

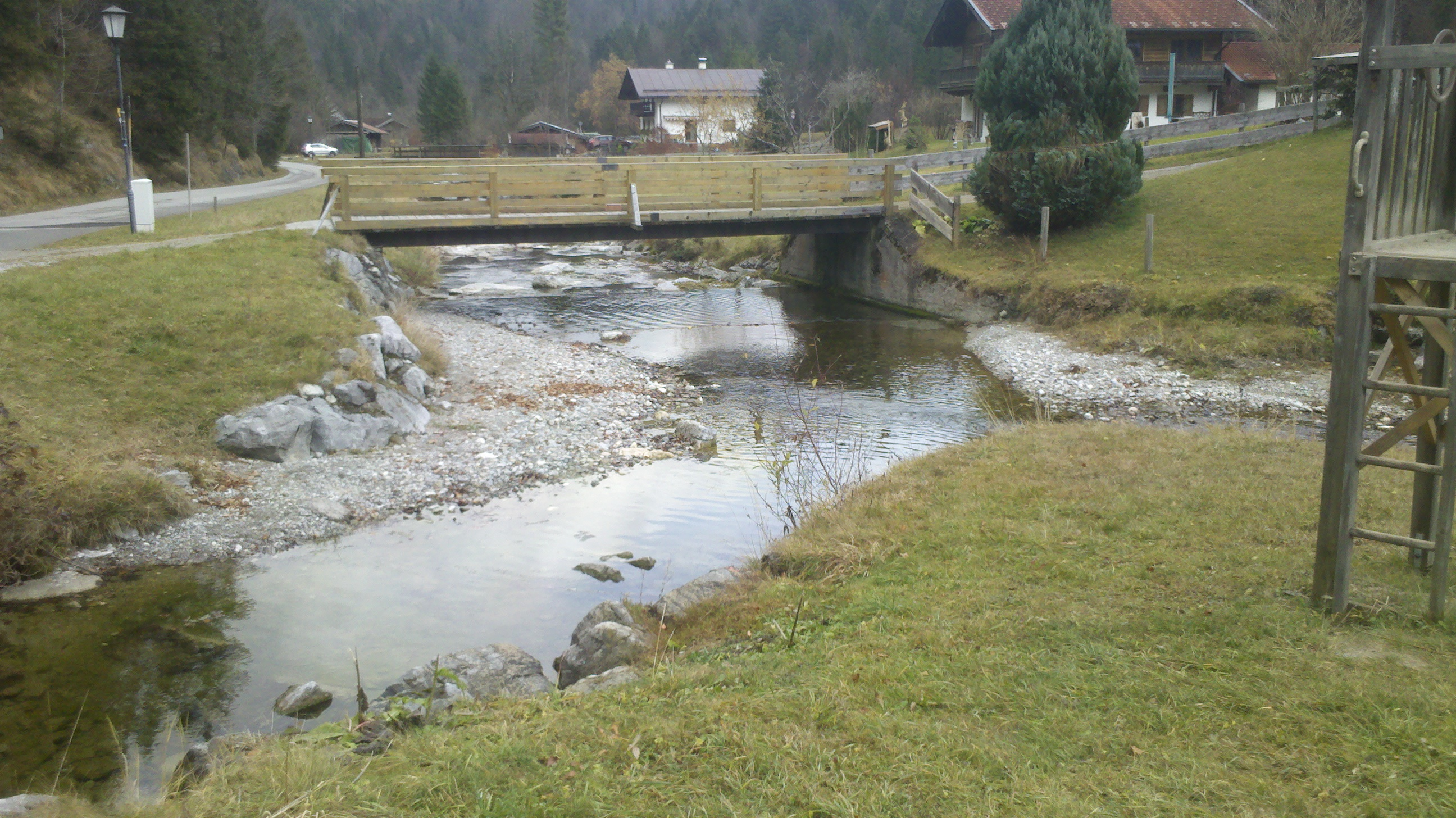

大魏薩赫河是德國的河流，位於該國東南部，由巴伐利亞負責管轄，屬於魏薩赫河的左支流，河道全長3.6公里，發源自霍恩維斯訥山南坡。